# الإيراسمية

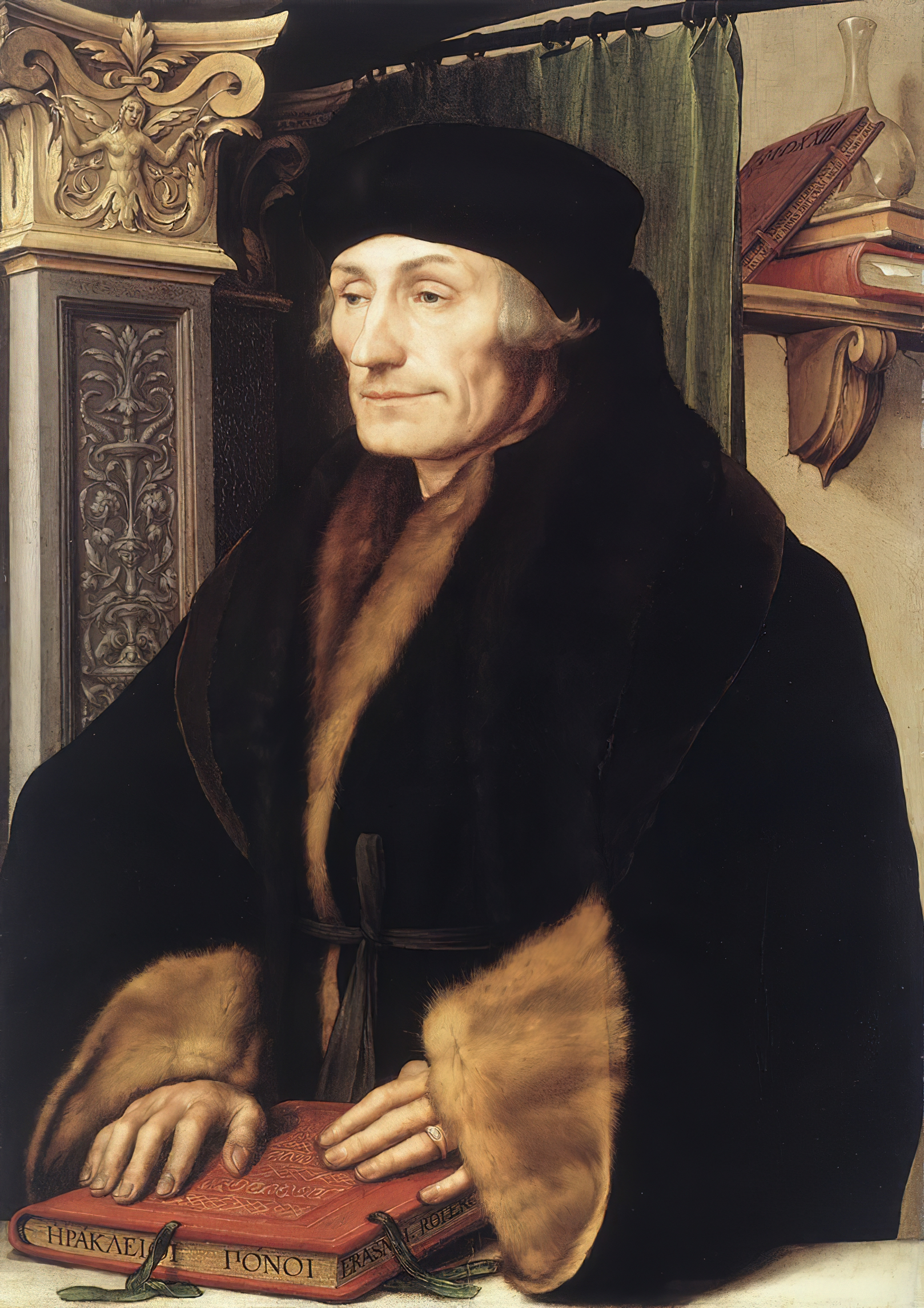
إيراسموس روتردام.

كانت الإيراسمية حركة جمالية فكرية في عصر النهضة الإنسانية، مرتكزة على أفكار الفيلسوف الهولندي إيراسموس روتردام (1466-1536).

## الفكر
تدعو الإيراسمية على الصعيد الفكري لإيجاد حل وسط بين البروتستانتية والكاثوليكية، وتنتقد فساد رجال الدين وخاصة التقليديين منهم كما تنتقد التقوى المبالغ بها وعديد الجوانب البارزة في الديانة الكاثوليكية (عبادة القديسين و الآثار الخ)، لأنها تعلي التديين الداخلي و الروحي المبني على الصلاة الضمنية المستوحاة من التقوى الحديثة، وتعلن نفسها من خلال السلمية أوالسلامية على أنها ضد الحروب وخاصة الدينية منها، وعلاوة على ذلك فهي تحاول من خلال البولسية إعادة تفسير اللاهوت الوارد في رسائل القديس بولس بطريقة أكثر مرونة.
تؤيد الإيراسمية وجود قوة سياسية مؤقتة في أوروبا يتم تعيينها من قبل الإمبراطورية، وأخرى روحيّة متينة يمثلها البابا... بالنسبة لإيراسموس يجب على البابا ترك السلطة المؤقتة في يد الآخرين.

على صعيد فقه اللّغة يُفضّل إيراسموس الاتباع الانتقائي على الاتباع الشّيشِروني، فيقول إيراسموس:
النّمط الأفضل ذلك الذي يتّبع أكثر من مؤلف لاتيني مصطفياً الأجدى والأمثل، بدل من أن يتبع مؤلّف واحد على حد عينيه.

## الانتشار
بدعم من الإمبراطور كارلوس الخامس، حظت الإيراسمية على مكانة كبيرة في جل أنحاء أوروبا لدرجة أن التوترات بين الكاثوليكيين والبروتستانتيين أثارت جواً من الريبة من خلال التيارات الفكرية والدينية التي نادت لإصلاح الكنيسة و الروحانيات.
كانت اللحظة الحاسمة لتقديم الإيراسمية في إسبانيا، حيث حظت هناك على مؤيدين أكثر من أي بلد آخر، بما في ذلك بلده الأم ويعود ذلك لترجمة كتب إيراسموس إلى القشتاليّة منذ عام 1516-1517،حيث قام دييغو لوبيز دي كورتيغانا بترجمة أحدها للقشتالية وكان تحت عنوان لا كيريلا باكيس.
قام الدون ألونسو فيرنانديز (الكنسي في كاتيدرائية بالنثيا) بخط نسخة من دليل المسيحي و نُشر عام 1526، خصيصاً لأساقفة إشبيلية والمحقق العام ألونسو مانريكي.

كتب لويس بيبِس عن إيراسموس عام 1526 عقب نجاح مُترجماته في إسبانيا: 
"إذا قرأها الكثيرون، كما قيل لي، فلسوف يُسلب الكثير من طُغيان الرهبان السّابق"
كان انتشارها كالنّار في الهشيم ضمن أوساط المُستنيرين والمثقفين والإنسانيين، لكنها لم تحظى بالوقت لتنتشر بين الجماهير، في الواقع تم تشكيلها ضمن مجموعة ضغط قريبة من الإمبراطور من قِبل الأخوان دي فالديس وخاصة ألفونسو دي فالديس الذي أُطلِق عليه إيراسمياً أكثر من إيراسموس نفسه، وذلك للنّضال الذي اتخذه في نشر مذهبه، وكذلك الأمر بالنسبة لبعض الإنسانيين المرموقين... لكن في نهاية الأمر اضطر معظمهم للرحيل عن إسبانيا.
كانت الحركة راسخة كما أراد لها مناصريها الإسبان، فكان لإيراسموس أن يسافر لإسبانيا، لأنه كان قد دُعي إليها، لكن الرّد على تلك الدّعوة كان معروفاً (أنا أكره إسبانيا)، ففضل الرحيل لألمانيا... يقال أنّه نَدِم على قراره.
أبصرت بعض وجوه الإيراسيميّة النور (حسب باتاييون) في من أسماء المسيح للكاتب لويس دي ليون وحتى في عمل تجديد الروحانيّة الذي تقوم به جمعيّة يسوع لأنّه لم يكن عبثاً أن يرتبط إغناطيوس دي لويلا في شبابه بمجموعة ميغيل دي إيغيا المُتّهم بالتّنوير وقِرائتِه ل إنشيريديون.
تمكّنت الإيراسميّة تحت عُهدة الإمبراطور من التّرفّع عن الهرطقة عام 1526 تحت ضغط محاكم التّفتيش فترة كارلوس الأوّل.
دُعوا اللاهوتيون لِمؤتمر بلد الوليد لمُناقشة أفكار الإيراسمية والذين كانوا بطبيعة الحال بعيدين عن الهرطقة، لكّن موت إيراسموس عام 1536 سبب في عدم نشر أعماله في إسبانيا، وبعد سنتين على موت الأسقُف مانريكي بدأت بالإنحدار، وعلى الرغم من ذلك لم تختفي آثارها الفكرية والأدبية تماماً حيث شوهدت حتى عند ثيرفانتيس الذي اتّخذ خوان لوبيس دي أويوس المتعصب للإيراسميّة كاُستاذاً له.
جذبت الإيراسمية عديد المُناصرين من أوروبا كتوماس مورو، وغيّاومي بودي وخاصة في إسبانيا حيث تم نشر أول عمل مُترجم لإيراسموس سنة 1516.

## المؤيدون
كان إيراسموس محميّا من قبل الإمبراطور كارلوس الخامس ، وتجذّرت أفكاره في القطاعات الإجتماعية القشتالية الأكثر استياءً من التدين التقليدي: المُنقلبون وأتباع المذاهب سيئة الذكر كالمُستنيرين أو المُتنورين، والمتطورة بشكل منفصل عن الإيرامسية.
تقابل إيراسموس مع دعاة إنسانيين منقليبين مثل الهِليني خوان دي فيرغارا أو الأخوين ألفونسو و خوان دي فالديس: الذي كان صديقاً للمهاجر الإنساني البَلنسي(من أصل يهودي) خوان لويس بيبِس وكان له تأثير كبير على كثير من الكتّاب مثل فرانسوا رابليه وبيرو ميخيا وأندريس لاغونا وميغيل دي ثيربانتيس (أثر بالأخير عن طريق أستاذه لوبيس دي أويوس).
في إسبانيا مثلاً بدأ الكتّاب الإيراسميين بتشكيل مجموعة ضغط ضمن بيئة الإمبراطور كارلوس الأول في إسبانيا والخامس في ألمانيا لكن عند تقاعده إلى دير يوستي وشروع إبنه فيليبي الثاني بالحكم خسِروا حُظوتهم واضطهدت محاكم التّفتيش جميع بقايا الإيراسمسة، وأُلقي القبض على خوان دي فيرغارا واضطر خوان لويس فيبِس و الأخوين فالديس للهجرة لأوروبا.
تأثرت روايات مثل لاسارييو دي تورمِس ، من قبل مؤلف مجهول ، بالتيارات الإيراسمية.